# Виндигштайг
Виндигштайг (нем. Windigsteig) — ярмарочная коммуна (нем. Marktgemeinde) в Австрии, в федеральной земле Нижняя Австрия. 
Входит в состав округа Вайдхофен.  Население составляет 1054 человека (на 31 декабря 2005 года). Занимает площадь 25,49 км². Официальный код  —  32223.

## Политическая ситуация
Бургомистр коммуны — Альфред Бройер (АНП) по результатам выборов 2005 года.
Совет представителей коммуны (нем. Gemeinderat) состоит из 19 мест.
- АНП занимает 12 мест.
- СДПА занимает 4 места.
- Партия PUB занимает 3 места.